# Hero (Mariah Carey)
Hero è un brano musicale scritto e prodotto dalla cantautrice statunitense Mariah Carey e dal compositore Walter Afanasieff, estratto come secondo singolo dal terzo album in studio della Carey, Music Box, in ottobre 1993. Nel testo del brano la protagonista dichiara che se pur a volte ci si sente scoraggiati o tristi in realtà si è tutti "eroi" in considerazione della propria forza interiore.
Il brano arrivò alla 1ª posizione della classifica Billboard Hot 100 ed ebbe grande successo commerciale a livello internazionale. Hero è infatti considerata una delle canzoni più rappresentative della Carey, eseguita regolarmente ad ogni concerto o evento in cui partecipa. Nel 1995 il brano è stato nominato al premio Grammy come "miglior interpretazione femminile pop", ma perdette contro All I Wanna Do di Sheryl Crow. Tuttavia Hero ha vinto tre riconoscimenti dalla associazione fonografica ASCAP, due di cui nella sezione R&B ed uno per la musica pop. Anche da parte della associazione BMI il brano è stato premiato per la musica pop. Nella classifica decennale, stilata da Billboard, Hero si è aggiudicato il 53º posto tra i migliori singoli degli anni novanta.
Negli anni successivi il brano è stato soggetto di numerose cover, alcune delle quali molto prestigiose, come quella interpretata da Aretha Franklin ai Essence Awards 1994. Altre celebri cover comprendono quella del gruppo musicale Il Divo, Natalie Bassingthwaighte e della cantante giapponese Miho Nakayama, quest'ultima molto di successo in Giappone. Anche la cantante Rihanna ancor prima che venisse notata dai produttori partecipò con Hero ad una manifestatazione scolastica dell'istituto che frequentava vincendolo. Inoltre, nel 1997, il brano è stato inciso anche in italiano da Annalisa Minetti con il titolo L'eroe che sei tu, incluso poi nel suo primo album Treno blu.
Nel 2001 è stato pubblicato il singolo Never Too Far/Hero Medley, un mashup tra Hero e Never Too Far usato per promuovere la raccolta Greatest Hits. Nel 2008, invece, Hero è stata registrata nuovamente in studio e fatta uscire come singolo promozionale della raccolta The Ballads.

## Tracce
U.S. CD single (cassette single/7" single)
1. "Hero" (album version)
2. "Everything Fades Away" (album version)

U.S. CD maxi single
1. "Hero" (album version)
2. "Hero" (live)
3. "Everything Fades Away" (album version)
4. "Dreamlover" (Club Joint mix)

UK cassette single
1. "Hero" (album version)
2. "Hero" (live)
3. "Everything Fades Away" (album version)
4. "Dreamlover" (Club Joint mix)

## Andamento nellaBillboard Hot 100
| Posizione | 71 | 45 | 21 | 12 | 8 | 7 | 6 | 4 | 3 | 1 | 1 | 1 | 1 | 2 | 2 | 2 | 4 | 6 | 7 | 10 | 14 | 17 | 20 | 22 | 26 | 34 | 36 | 45 | 49 | 49 |

## Classifiche
| "Hero" Classifica (1993)                        | Posizione più alta |
| ----------------------------------------------- | ------------------ |
| U.S. Billboard Hot 100                          | 1                  |
| U.S. Billboard Hot R&B/Hip-Hop Singles & Tracks | 5                  |
| U.S. Billboard Adult Contemporary               | 2                  |
| Australia                                       | 7                  |
| Brasile                                         | 1                  |
| Canada                                          | 10                 |
| Francia                                         | 5                  |
| Germania                                        | 41                 |
| Israele                                         | 7                  |
| Irlanda                                         | 5                  |
| Norvegia                                        | 2                  |
| Paesi Bassi                                     | 10                 |
| Nuova Zelanda                                   | 2                  |
| Official Singles Chart                          | 7                  |

| "Hero" Classifica (1995)         | Posizione più alta |
| -------------------------------- | ------------------ |
| U.S. Billboard Hot Latin Songs   | 40                 |
| U.S. Billboard Latin Pop Airplay | 15                 |
| Nicaragua                        | 1                  |
| Argentina                        | 2                  |
| El Salvador                      | 3                  |
| Spagna                           | 5                  |
| Honduras                         | 9                  |
| Costa Rica                       | 9                  |
| Messico                          | 9                  |
| Cile                             | 10                 |
| Peru                             | 15                 |

| Paese (1994) | Posizione |
| ------------ | --------- |
| Stati Uniti  | 5         |